# Roma Mitchell

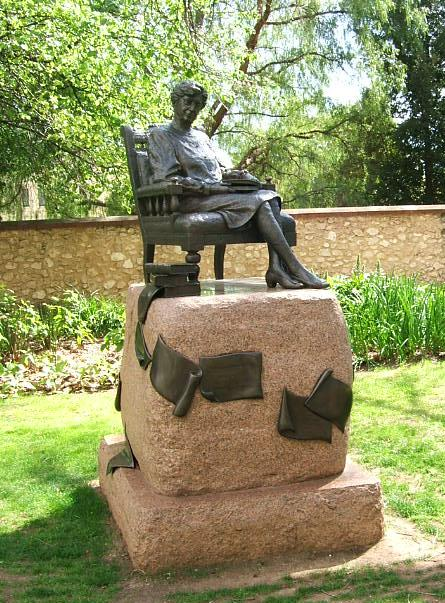
Standbild von Dame Roma Mitchell in Adelaide

Dame Roma Flinders Mitchell DBE CVO AC QC (* 2. Oktober 1913 in Adelaide, South Australia, Australien; † 5. März 2000 ebenda) war eine australische Richterin und Politikerin, die nicht nur erste Kronanwältin Australiens und erste Richterin an einem Obersten Gericht eines australischen Bundesstaates, sondern auch erste Gouverneurin von South Australia war.

## Leben
Roma Mitchell studierte Rechtswissenschaft und wurde 1962 als erste Frau in der Geschichte Australiens zur Kronanwältin (Queen’s Counsel) ernannt. 1965 wurde sie als Richterin an den Obersten Gerichtshofs von South Australia berufen und wirkte dort bis 1983. Damit war sie die erste Richterin an einem Obersten Gericht eines australischen Bundesstaates.
Mitchell, die sich selbst als konservative Feministin bezeichnete, war auch 1981 Gründungsvorsitzende der Australischen Menschenrechtskommission. 1982 wurde sie als Dame Commander des Order of the British Empire in den Adelsstand erhoben und führte fortan den Namenszusatz „Dame“.
Am 6. Februar 1991 wurde sie schließlich die erste Gouverneurin von South Australia und bekleidete dieses Amt fünf Jahre lang bis zum 21. Juli 1996.